# Амбліопія
Амбліопія (від дав.-гр. ἀμβλύς — тупий, ослаблений і ὀπός род. відм. ὄψ — око) або «ліниве око» — ослаблення зору, зумовлене функціональними розладами зорового аналізатора. Амбліопія розвивається при таких захворюваннях, як косоокість, далекозорість, астигматизм, катаракта та ін. В офтальмології амбліопія розглядається як одна з провідних причин одностороннього зниження зору. У всьому світі амбліопією страждають близько 2 % населення.

## Класифікація амбліопії
За часом розвитку патології розрізняють первинну (вроджену) і вторинну амбліопії.
З урахуванням причин виділяється декілька форм вторинної амбліопії:
- страбізматична (дисбінокулярна)
- обскураційна (деприваційна)
- рефракційна
- анізометропічна
- істерична
- змішана[2].

## Клінічні ознаки амбліопії
Різні форми амбліопії мають свої прояви. При слабкому ступені вираженості можливий безсимптомний варіант амбліопії.
Діти, зважаючи на недолік сенсорного досвіду, не можуть адекватно оцінити, наскільки добре вони бачать і чи однаково задіяні в процесі зору обидва ока. Про можливість амбліопії у маленької дитини можна думати при наявності косоокості, ністагму, неможливості чітко зафіксувати погляд на яскравому предметі. У дітей більш старшого віку вказувати на амбліопію може зниження гостроти зору і відсутність поліпшень від його корекції, порушення орієнтування в незнайомому місці, відхилення одного ока в бік, звичка закривати одне око при погляді на предмет або читанні, нахил або поворот голови при погляді на цікавлячий предмет, порушення кольоросприйняття і темнової адаптації.
Істерична амбліопія у дорослих розвивається на тлі сильних емоційних потрясінь і характеризується раптовим погіршенням зору, яке зберігається від декількох годин до декількох місяців.
Порушення зору при амбліопії можуть варіювати від легкого зниження гостроти зору до практично його повної втрати (світловідчуття) і неможливості зорової фіксації.

## Діагностика амбліопії
Для виявлення амбліопії необхідне проведення комплексного офтальмологічного обстеження. При первинному огляді очей офтальмолог звертає увагу на повіки, очну щілину, положення очного яблука, визначає реакцію зіниці на світло.
Загальну інформацію про стан зору отримують за допомогою офтальмологічних тестів: перевірки гостроти зору без корекції і на її тлі, колірного тестування, периметрії, тесту на заломлення. Залежно від зниження гостроти зору визначається ступінь вираженості амбліопії.
Для огляду структур ока при амбліопії проводиться офтальмоскопія, біомікроскопія, обстеження очного дня з лінзою Гольдмана. Для визначення прозорості заломлюючих середовищ (кришталика і склоподібного тіла) використовується огляд очей в минаючому світлі. При непрозорості середовищ їх стан досліджують за допомогою УЗД ока.
У біометричному досліджені найважливішу роль відіграє визначення кута косоокості за Гіршбергом і вимір кута косоокості на синаптофорі. З метою виключення рефракційної та анізометропічної амбліопії рекомендовано дослідження рефракції: проведення рефрактометрії і скіаскопії.
В комплексне обстеження пацієнтів з амбліопією може включати тонометрію, електроретинографію, за необхідності — консультацію невролога.

## Прогноз і профілактика амбліопії
Прогноз при амбліопії залежить від причин і часу виявлення захворювання. Чим раніше розпочато корекцію амбліопії, тим успішнішим буде результат. Найкращий ефект досягається при проведенні лікування по досягненні дитиною 7 років, поки не завершився процес формування очей. У разі своєчасного і повного лікування амбліопії у більшості випадків вдається практично повністю нормалізувати зір. У дорослих з амбліопією розвивається стійке незворотне зниження гостроти зору.
Профілактика амбліопії досягається шляхом проведення регулярного диспансерного обстеження дітей, починаючи з 1 місяця життя. При виявленні помутніння оптичних середовищ ока, птозу, ністагму, косоокості необхідно раннє усунення дефектів. Стійкого ефекту при лікуванні амбліопії вдається досягти при проходженні повного курсу лікування, чіткого дотримання приписів офтальмолога (носінні окулярів, окклюдера, регулярному обстеженні).

## Лікування амбліопії
Тільки раннє, індивідуально підібране і наполегливе лікування амбліопії дає позитивні результати. Корекцію амбліопії переважно роблять у віці до 6—7 років; у дітей старших 11—12 років амбліопія практично не піддається лікуванню.
Успішність офтальмологічної корекції амбліопії безпосередньо пов'язана з усуненням її причини. Так, при обскураційній амбліопії необхідно видалення катаракти, хірургічне виправлення птозу, проведення розсмоктувальної терапії або вітректомії при гемофтальмі. У разі дисбінокулярної амбліопії проводиться хірургічна корекція косоокості.
Лікування рефракційної або анізометропічної амбліопії проводиться консервативними методами. На першому етапі призначається оптимальна корекція зору: проводиться підбір окулярів, нічних або контактних лінз, при анізометропії здійснюється лазерна корекція.
Приблизно через три тижні починають плеоптичне лікування з метою усунення домінуючої ролі ока, що краще бачить і активацію функції амбліопічного ока. Для лікування амбліопії використовується активна і пасивна плеоптика.
Пасивна плеоптика полягає в заклеювання (оклюзії) провідного ока; активна плеоптика поєднує в собі оклюзію провідного ока з проведенням стимуляції сітківки дефектного ока за допомогою світлових, електричних імпульсів, спеціальних комп'ютерних програм. Серед апаратних методів найбільше поширення при абліопії отримали тренування на «Амбліокор», лазерстимуляція, світло-колірна стимуляція, електростимуляція, електромагнітна стимуляція, вібростимуляція, рефлексо стимуляція, комп'ютерні методи стимуляції, та ін. Плеоптичні курси при амбліопії повторюють 3—4 рази на рік.
У дітей молодшого віку (1—4 років) лікування амбліопії проводять за допомогою пеналізації — цілеспрямованого погіршення зору домінуючого ока шляхом призначення гіперкоррекцій або закапування в нього розчину атропіну. У цьому випадку гострота зору провідного ока знижується, що тягне за собою активізацію роботи амбліопічного ока. При амбліопії ефективні методи фізіотерапії — рефлексотерапія, вібромасаж, лікарський електрофорез.
Після плеоптичного етапу лікування амбліопії переходять до відновлення бінокулярного зору — ортопедичного лікування. Проведення даного етапу можливе при досягненні гостроти зору в обох очах не менше 0,4 і віком дитини не молодше 4-х років. Зазвичай з цією метою використовують апарат-синоптофор, дивлячись в окуляр якого пацієнт бачить Окремі частини цілого зображення, Які необхідно візуально Об'єднати в одну картинку.
Лікування амбліопії проводять до досягнення приблизно однакової гостроти зору обох очей. При істеричній амбліопії призначаються седативні засоби, проводиться психотерапія.
Існує технологія лікування заснована на ефекті нейропластичності. Комп'ютерна програма демонструє пацієнтові спеціально створені стимули на основі плями Габора. В результаті проходження курсу лікування можливе поліпшення гостроти зору в середньому на 2.5 рядки. Курс лікування  займає близько 3-х місяців і доступний для пацієнтів старше 9 років. Ця технологія дозволяє лікувати амбліопію у дорослих.